# Volunteers
Volunteers (с англ. — «Добровольцы») — пятый студийный альбом американской психоделической рок-группы Jefferson Airplane, выпущенный в ноябре 1969 году на лейбле RCA Records.

## Об альбоме
Выпуск отсрочился из-за споров с лейблом насчёт острых политических текстов и небольшого количества сквернословия, присутствующего на альбоме. Также на это повлияло конфликт с организацией Volunteers of America, именем которой и был назван альбом. В итоге название сократили.

## Список композиций
| №                   | Название                 | Автор(ы)                                     | Длительность |
| ------------------- | ------------------------ | -------------------------------------------- | ------------ |
| 1.                  | «We Can Be Together»     | Пол Кэнтнер                                  | 5:48         |
| 2.                  | «Good Shepherd»          | народная, аранж. Йорма Кауконен              | 4:21         |
| 3.                  | «The Farm»               | Blackman                                     | 3:15         |
| 4.                  | «Hey Fredrick»           | Грейс Слик                                   | 8:26         |
| 5.                  | «Turn My Life Down»      | Йорма Кауконен                               | 2:54         |
| 6.                  | «Wooden Ships»           | David Crosby, Steven Stills, Пол Кэнтнер     | 6:24         |
| 7.                  | «Eskimo Blue Day»        | Грейс Слик                                   | 6:31         |
| 8.                  | «A Song For All Seasons» | Спенсер Драйден                              | 3:28         |
| 9.                  | «Meadowlands»            | Лев Книппер, аранж.: Грейс Слик, Пол Кэнтнер | 1:04         |
| 10.                 | «Volunteers»             | Марти Балин                                  | 2:02         |
| Общая длительность: | Общая длительность:      | Общая длительность:                          | 44:13        |

| №                   | Название                  | Автор(ы)                                 | Длительность |
| ------------------- | ------------------------- | ---------------------------------------- | ------------ |
| 11.                 | «Good Shepherd»           | народная, аранж. Йорма Кауконен          | 7:20         |
| 12.                 | «Somebody to Love»        | Darby Slick                              | 4:10         |
| 13.                 | «Plastic Fantastic Lover» | Марти Балин                              | 3:21         |
| 14.                 | «Wooden Ships»            | David Crosby, Пол Кантнер, Steven Stills | 7:00         |
| 15.                 | «Volunteers»              | Марти Балин, Пол Кантнер                 | 3:26         |
| Общая длительность: | Общая длительность:       | Общая длительность:                      | 25:17        |

## Участники записи
- Марти Балин — Ведущий вокал
- Грейс Слик — вокал, фортепиано, орган
- Пол Кантнер — ритм-гитара, бэк-вокал
- Йорма Кауконен — соло-гитара, бэк-вокал
- Джек Кеседи[англ.] — бас-гитара
- Спенсер Драйден[англ.] — ударные, перкуссия
- Джои Ковингтон — перкуссия

Приглашённые музыканты
- Steven Stills — орган Хаммонда
- Ники Хопкинс — фортепиано
- Джерри Гарсия — педальная слайд-гитара